# Laurentiuskirche (Udenhausen)

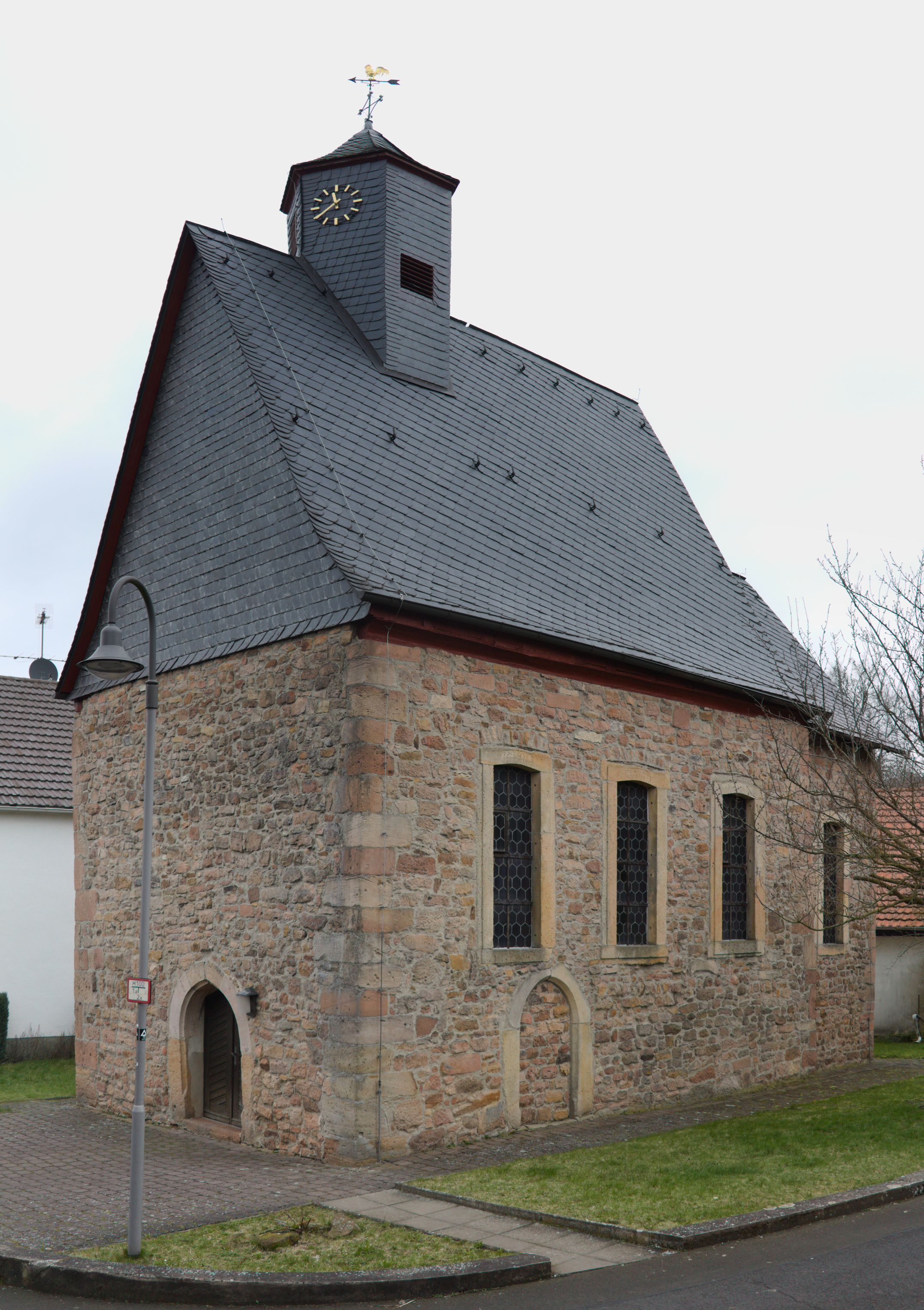
Laurentiuskirche (Udenhausen)

Die Evangelische Laurentiuskirche ist ein denkmalgeschütztes Kirchengebäude, das in Udenhausen steht, einem Ortsteil der Gemeinde Grebenau im Vogelsbergkreis (Hessen). Die Kirchengemeinde gehört zum Dekanat Vogelsberg in der Propstei Oberhessen der Evangelischen Kirche in Hessen und Nassau.

## Beschreibung
Die Saalkirche aus Bruchsteinen ist romanischen Ursprungs. Ihr eingezogener, rechteckiger Chor steht im Osten des Kirchenschiffs, aus dessen Satteldach sich im Westen ein sechseckiger, mit einer glockenförmigen Haube bedeckter Dachreiter erhebt, der die Turmuhr und den Glockenstuhl beherbergt. In ihm hängen zwei Kirchenglocken, die 1937 und 1950 gegossen wurden. Letztere ist der Ersatz einer um 1400 gegossenen Glocke, die im Zweiten Weltkrieg eingeschmolzen wurde.
Der Innenraum ist mit einer Flachdecke überspannt, die längs von einem Unterzug getragen wird, der in der Mitte von einer Stütze gestützt wird. 1807 wurden die Fenster und die Emporen verändert. Zur Kirchenausstattung gehören eine Kanzel und ein Kruzifix vom Anfang des 16. Jahrhunderts. Die Orgel mit sechs Registern, einem Manual und Pedal wurde 1883 von Adam Eifert errichtet.